# سایمون کلارک (بازیکن فوتبال)
سایمون کلارک (انگلیسی: Simon Clarke؛ زادهٔ ۲۳ سپتامبر ۱۹۷۱) بازیکن فوتبال اهل بریتانیا است.
از باشگاه‌هایی که در آن بازی کرده‌است می‌توان به باشگاه فوتبال کترینگ تاون و باشگاه فوتبال وستهام یونایتد اشاره کرد.